# 鳥取医療生活協同組合
鳥取医療生活協同組合（とっとりいりょうせいかつきょうどうくみあい）は、鳥取県鳥取市末広温泉町に本部を置く医療生協である。

## 概要
1951年に鳥取勤労者医療生活協同組合として478人の組合員により創立された。
発足翌年には、鳥取大火で診療所が全焼し甚大な被害に見舞われるなど多くの困難に遭遇したが、組合員・役職員が一丸となって克服し様々な事業に取り組んできた。
現在、組合員は4万人を超え、出資金も13億円を超えている。

## 組合員数・出資金
- 組合員数：41,479人(2020年3月31日現在)[1]
- 出資金：13億5,108万0,000円(2020年3月31日現在)[1]

## 病院
- 鳥取生協病院 - 鳥取市末広温泉町458[2]
- 鹿野温泉病院 - 鳥取市鹿野町今市242[2]

## 医科診療所
- わかさ生協診療所 - 八頭郡若桜町若桜933-1[3][4]
  - 標榜診療科:内科 [5]
  - 無料低額診療事業実施医療機関[5]
- せいきょう子どもクリニック - 鳥取市末広温泉町566[2]
  - 標榜診療科:小児科 アレルギー科 [5]
  - 無料低額診療事業実施医療機関[5]

## 歯科診療所
- せいきょう歯科クリニック - 鳥取市末広温泉町566[2]
  - 標榜診療科:歯科 [5]
  - 無料低額診療事業実施医療機関[5]

## 介護事業所
- せいきょう訪問看護ステーションすずらん - 鳥取市末広温泉町203 レインボーセンター2F[2]